# Kemijska jednadžba
Kemijska jednadžba je način prikazivanja kemijske reakcije uz pomoć kemijskih simbola i formula. Reaktanti se pišu s lijeve strane, dok se kemijski produkti zapisuju s desne strane. Absolutne vrijednosti stehiometrijskih koeficijenata pišu se pored simbola atoma i molekula. Prvu kemijsku jednadžbu napisao je 1615. godine Jean Beguin.

## Oblik
Kemijska jednadžba sastoji se od kemijskih formula reaktanata (tvari koje ulaze u reakciju) i kemijskih formula produkata (tvari koje nastanu u kemijskoj reakciji). Reaktante i produkte razdvajamo znakom strelice(→), koja se obično čita kao "daje". Kemijske formule pojedinačnih tvari razdvajaju se znakom plus (+).
Uzmimo kao primjer reakciju nastanka vode iz vodika i kisika:
{\displaystyle {\ce {2H2}}}{\displaystyle +}{\displaystyle {\ce {O2}}}{\displaystyle \rightarrow }{\displaystyle {\ce {2H2O}}}
Ova se reakcija može pročitati kao: "dva ha dva plus o dva daje dva ha dva o", no kod složenijih reakcija, umjesto čitanja onoga što piše, reakcije se čitaju koristeći IUPAC nomenkalturu. Reakcija iznad bi se tada čitala: "dvije molekule vodika i jedna molekula kisika daju dvije molekule vode".

## Simboli
Međunarodno dogovoreni simboli se koriste kako bi se razlikovale vrste reakcija
- "{\displaystyle =}" se koristi za označavanje stehiometrijskog odnosa.
- "{\displaystyle \rightarrow }" se koristi za označavanje polazne reakcije.
- "{\displaystyle \leftarrow }" se koristi za označavanje povratne reakcije.
- "{\displaystyle \rightleftarrows }" se koristi za označavanje reakcije u oba smjera.
- "{\displaystyle \rightleftharpoons }" se koristi za označavanje kemijske ravnoteže.

Ako reakcija sadrži više faza, uobičajeno je staviti oznaku faze nakon molekulske formule prema sljedećoj tablici:
| Faza           | Zapis | Primjer                          | Primjer tvari                  |
| -------------- | ----- | -------------------------------- | ------------------------------ |
| Krutina        | (s)   | {\displaystyle {\ce {NaCl(s)}}}  | Kruta kuhinjska sol            |
| Tekućina       | (l)   | {\displaystyle {\ce {H2O(l)}}}   | Tekuća voda                    |
| Plin           | (g)   | {\displaystyle {\ce {CO2(g)}}}   | Plinoviti ugljični dioksid     |
| Vodena otopina | (aq)  | {\displaystyle {\ce {NaCl(aq)}}} | Kuhinjska sol otopljena u vodi |

Ako je za odvijanje reakcije potrebno uložiti energiju, valjana oznaka se stavlja iznad strelice. Veliko grčko slovo Delta ({\displaystyle \Delta }) označava da se dodaje energija u obliku topline. {\displaystyle h\nu } se koristi ako se reakicja može odvijati uz prisutnost svjetlosne energije. Drugi simboli se mogu koristiti za posebne izvore energije ili radijacije.

## Izjednačavanje kemijske jednadžbe
Izjednačiti kemijsku jednadžbu znači da broj i vrsta atoma s lijeve i desne strane jednadžbe mora biti isti.